# ناحیه اینورنس، میشیگان
ناحیه اینورنس (به انگلیسی: Inverness Township) یک منطقهٔ مسکونی در ایالات متحده آمریکا است که در شهرستان چبویگان، میشیگان واقع شده‌است.
 ناحیه اینورنس ۹۶٫۳ کیلومتر مربع مساحت و ۲٬۲۶۱ نفر جمعیت دارد و ۲۱۶ متر بالاتر از سطح دریا واقع شده‌است.